# Similosodus fuscosignatus
Similosodus fuscosignatus är en skalbaggsart som först beskrevs av Stefan von Breuning 1939.  Similosodus fuscosignatus ingår i släktet Similosodus och familjen långhorningar. Inga underarter finns listade i Catalogue of Life.